# Hamatocanthoscyphaceae
Hamatocanthoscyphaceae Ekanayaka & K.D. Hyde – rodzina grzybów z rzędu tocznikowców (Helotiales).

## Charakterystyka
Teleomorfy
Apotecjum kubkowate lub tarczowate, siedzące, rzadko na krótkim trzonku. Ekscypulum owłosione, ze szczątkowymi włoskami lub pokryte teksturą, często pryzmatyczną. Wstawki nitkowate o lekko nabrzmiałych wierzchołkach. Worki 8-zarodnikowe, nieamyloidalne, cylindryczno-maczugowate, czasami z pastorałkami. Askospory o kształcie od cylindrycznego do wrzecionowatego, szkliste, z jedną septą lub bez sept.
Anamorfy
Konidiom typu sporodochium. Konidiogeneza fialidowa, konidia proliferują sympodialnie. Są hialinowe, elipsoidalne, wrzecionowate lub cylindryczne, 0-1 przegrodowe.
Do rodziny tej należą gatunki, które wcześniej zaliczane były do rodzin Phacidiaceae, Hyaloscyphaceae, Pezizellaceae i jako incertae sedis do rzędu tocznikowców (Heliotales). Zgodnie z przeprowadzonymi w 2019 r. przez grupę mykologów badaniami filogenetycznymi metodami biologii molekularnej, rodzina  Hamatocanthoscyphaceae jest siostrzanym kladem Hyphodiscaceae.

## Systematyka
Pozycja w klasyfikacji według Index Fungorum:
Hamatocanthoscyphaceae, Helotiales, Leotiomycetidae, Leotiomycetes, Pezizomycotina, Ascomycota, Fungi.
Według aktualizowanej klasyfikacji Index Fungorum bazującej na Dictionary of the Fungi do rodziny tej należą rodzaje:
- Ciliolarina Svrcek 1977
- Curviclavula G. Delgado, F.A. Fernández & A.N. Mill. 2015
- Gremmenia Korf 1962
- Hamatocanthoscypha Svrcek 1977
- Hyalodendriella Crous 2007
- Infundichalara Réblová & W. Gams 2011
- Microscypha Syd. & P. Syd. 1919
- Xenopolyscytalum Crous 2010[1].